# Eptatretus hexatrema
Eptatretus hexatrema – gatunek bezżuchwowca z rodziny śluzicowatych (Myxinidae).

## Zasięg występowania
Występuje w płd.-wsch. Atlantyku, u wybrzeży Afryki Południowej od miasta Walvis Bay w Namibii na północy po Durban w Południowej Afryce na południu. 

## Cechy morfologiczne
Dorasta do 80 cm długości całkowitej.

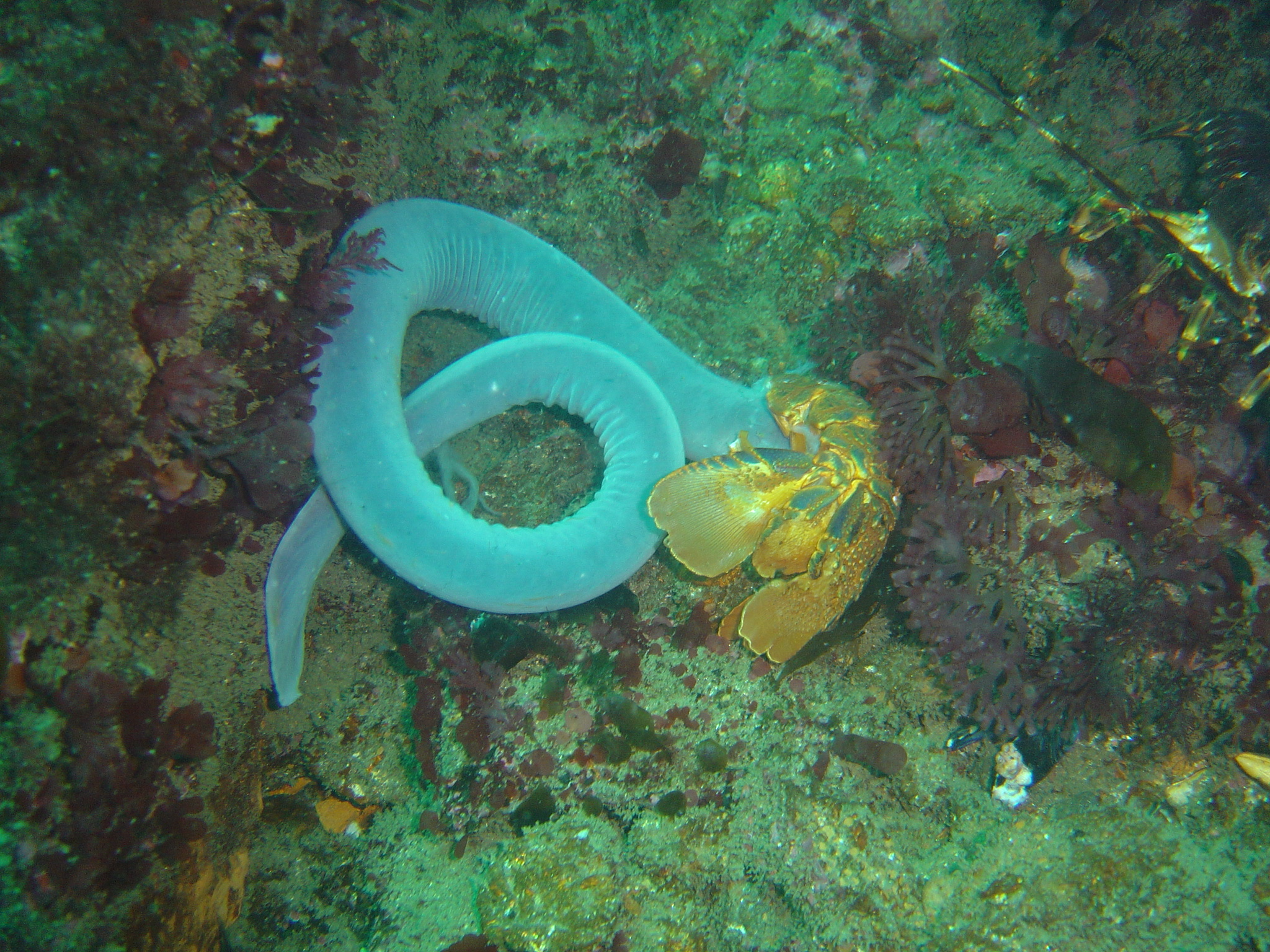
Eptatretus hexatrema zjadająca resztki langusty

## Biologia i ekologia
Spotykana na głębokości 10–400 m (zwykle 10–45 m) nad dnem mulistym.
Żywi się padłymi lub osłabionymi rybami.